# Waldo épület
A Waldo épület (angolul: Waldo Hall) az Oregoni Állami Egyetem létesítménye az Amerikai Egyesült Államok Oregon államának Corvallis városában. Harmadik, lezárt emeletét „kísértetjártaként” tartják számon.

## Története
1907-ben felvette John B. Waldo bíró felesége, Clara H. Waldo nevét. Ő volt az első nő, aki állami egyetem igazgatótanácsának tagja volt, valamint az első nő, aki felszólalt az egyetem diplomaosztóján.

## Fordítás
- Ez a szócikk részben vagy egészben  a   Waldo Hall című angol Wikipédia-szócikk ezen változatának fordításán alapul.  Az eredeti cikk szerkesztőit annak laptörténete sorolja fel. Ez a jelzés csupán a megfogalmazás eredetét és a szerzői jogokat jelzi, nem szolgál a cikkben szereplő információk forrásmegjelöléseként.